# Giorgos Kaminis

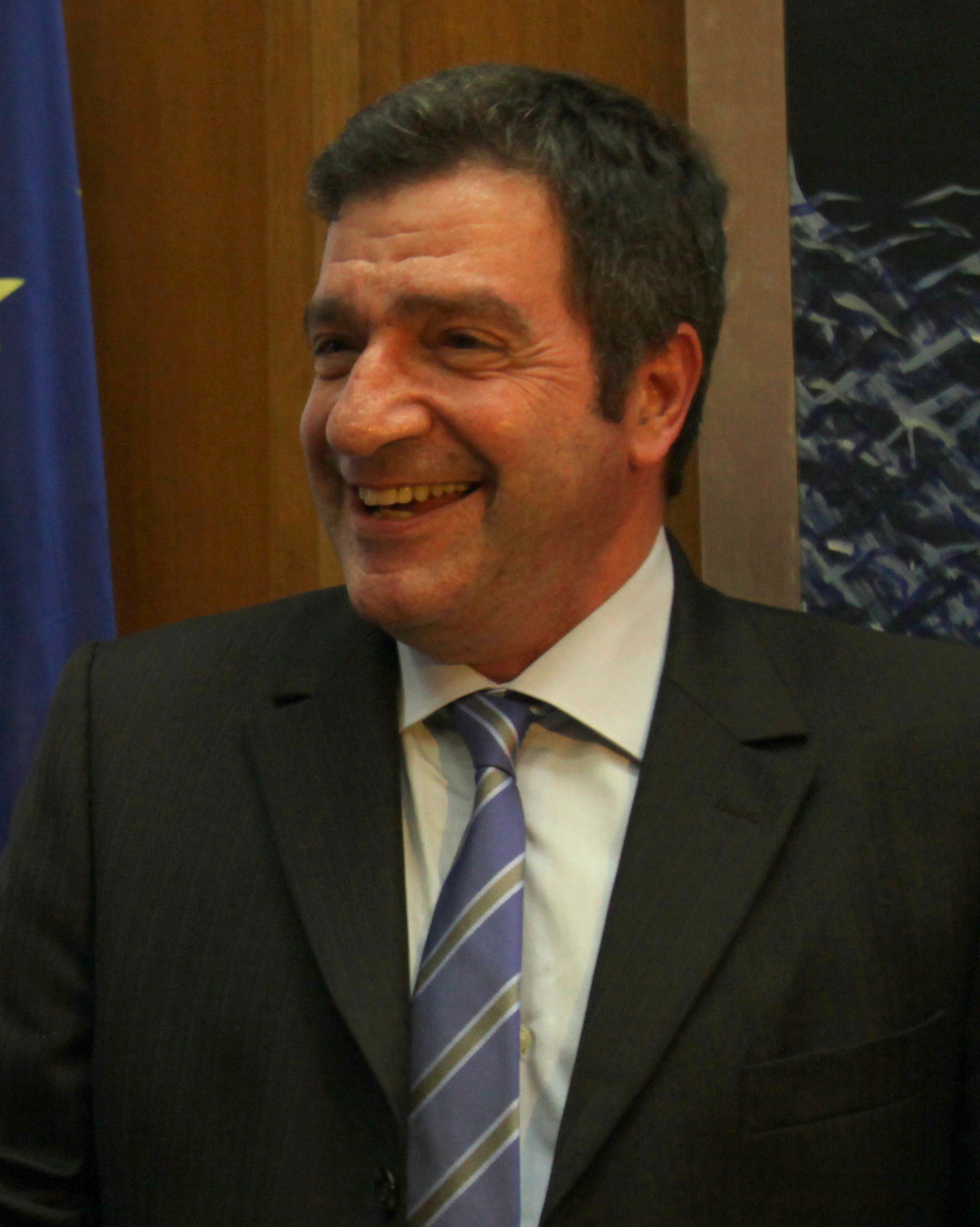
Giorgos Kaminis

Giorgos Kaminis (griechisch Γιώργος Καμίνης; * 15. Juli 1954 in New York) ist ein griechischer Verfassungsrechtler. Er war von April 2003 bis September 2010 griechischer Ombudsmann und wurde am 14. November 2010 zum Bürgermeister von Athen gewählt. Seit 2019 ist er für die Partei Kinima Allagis Abgeordneter im griechischen Parlament.

## Biografie
Kaminis wurde in New York geboren, wo sein Vater für den griechischen Großreeder Stavros Livanos tätig war. Später zog die Familie nach Osaka in Japan um, bevor sie 1962 nach Athen zurückkehrte.
Kaminis studierte Rechtswissenschaft an der Universität Athen. Nach Abschluss dieses Studiums absolvierte er ein Postgraduiertenstudium im Öffentlichen Recht an der Universität Panthéon-Assas, nach dessen Abschluss an der Universität Paris I, wo er 1982 promovierte. Danach erhielt er ein Forschungsstipendium an der Universität Athen, wo er auch als Assistent, ab 1991 als Lehrbeauftragter und ab 1998 als Assistenzprofessor tätig war.
Von 1998 bis 2003 war Kaminis stellvertretender Ombudsmann für Menschenrechte, von April 2003 bis zu seinem Rücktritt im September 2010 Ombudsmann.
Kaminis ist verheiratet und hat zwei Töchter.

### Bürgermeister
Bei den Kommunalwahlen im November 2010 kandidierte Kaminis als Unabhängiger unterstützt von der sozialdemokratischen Regierungspartei PASOK, den Ökologen/Grünen, der Demokratischen Linken, der Drasi und der Liberalen Allianz gegen den Amtsinhaber Nikitas Kaklamanis für das Amt des Bürgermeisters von Athen. Er erhielt im zweiten Wahlgang 52 Prozent der Stimmen und konnte damit das Amt an der Spitze der griechischen Hauptstadt gegen die konservative Nea Dimokratia gewinnen, die es zuvor 24 Jahre lang gehalten hatte.

## Veröffentlichungen
- La transition constitutionnelle en Grèce et en Espagne (= Bibliotheque Constitutionnelle et de Science Politique. Bd. 76). Librairie Generale de Droit et de Jurisprudence, Paris 1993 (überarbeitete Dissertation, Universität Paris I, 1989).
- Παράνομα Αποδεικτικά Μέσα και Συνταγματική Κατοχύρωση των Ατομικών Δικαιωμάτων: Οι Αποδεικτικές Απαγορεύσεις στην Ποινική και την Πολιτική Δίκη (Unrechtmäßig erlangte Beweismittel und die Verfassungsgarantien der Menschenrechte: Beweisverbote im Straf- und Zivilprozess). Hrsg. v. A. N. Sakkoulas. Athen 1998.